# 스리사와정
스리사와정(摺沢町)은 1955년까지 이와테현 히가시이와이군에 존속했던 정이다. 현재의 스리사와정의 일부 이치노세키시 다이토초 스리사와에 해당한다.

## 연혁
- 1889년 4월 1일 - 정촌제 시행과 함께 히가시이와이군 스리사와촌이 단독으로 시행하여 탄생하였다.
- 1940년 11월 10일 - 정으로 승격하였다.
- 1955년 4월 1일 - 오하라정, 오키타촌, 사루사와촌, 시부타미촌과 합병해 다이토정이 되었다.

## 교통

### 철도
- 일본국유철도
  - 오후나토선

## 참고서적
- 『이와테현 정촌 합병지』(이와테현 총무부 지방과, 1957년)